# (11942) Guettard
(11942) Guettard, ainsi nommé en l'honneur du géologue français Jean-Étienne Guettard (1715-1786), est un astéroïde de la ceinture principale.

## Description
(11942) Guettard est un astéroïde de la ceinture principale. Il fut découvert le 12 juillet 1993 à La Silla par Eric Walter Elst. Il présente une orbite caractérisée par un demi-grand axe de 2,87 UA, une excentricité de 0,06 et une inclinaison de 0,8° par rapport à l'écliptique.

## Compléments